# LCD Soundsystem (album)
LCD Soundsystem è il disco d'esordio dell'omonimo gruppo musicale statunitense LCD Soundsystem pubblicato nel gennaio del 2005, alla DFA Records.

## Il disco
L'album è suddiviso in due dischi, che contengono anche i remix e le tracce pubblicate in precedenza. È stato nominato come miglior album di elettronica ai Grammy Awards nel 2006, ed ha ricevuto ottime critiche da parte di All Music Guide,
Alternative Press, Kerrang!, Mojo, NME, Pitchfork, PopMatters, Prefix Magazine, Q link, Rolling Stone, Stylus Magazine, The Observer e Uncut.
Il sound dell'album è concepibile come un ibrido tra punk rock, dance alternativa, acid house, synth pop e indie rock.

## Tracce
Tutte le tracce sono state scritte e prodotte da James Murphy.

### Disco uno
1. Daft Punk Is Playing at My House – 5:16
2. Too Much Love – 5:42
3. Tribulations – 4:59
4. Movement – 3:04
5. Never as Tired as When I'm Waking Up – 4:49
6. On Repeat – 8:01
7. Thrills – 3:42
8. Disco Infiltrator – 4:56
9. Great Release – 6:35

### Disco due
1. Losing My Edge – 7:51
2. Beat Connection (Murphy, Tim Goldsworthy) – 8:08
3. Give It Up – 3:55
4. Tired (Murphy, Pat Mahoney) – 3:34
5. Yeah (Crass Version) (Murphy, Goldsworthy) – 9:21
6. Yeah (Pretentious Version) (Murphy, Goldsworthy) – 11:06
7. Yr City's a Sucker (Full Version) – 9:22